# Mittenothamnium scalpellifolium
Mittenothamnium scalpellifolium là một loài Rêu trong họ Hypnaceae. Loài này được (Müll. Hal.) H.A. Crum mô tả khoa học đầu tiên năm 1968.